# Sidney Barton
Sir Sidney Barton (Exeter, 26 novembre 1876 – 20 gennaio 1946) è stato un diplomatico inglese.

## Biografia
Era il figlio del capitano James Barton, e di sua moglie, Mary Barbara Barclay, figlia di Sir David Barclay, X Baronetto. I Barton erano una distinta famiglia anglo-irlandese che arrivò dall'Irlanda al Lancashire nel 1599 con il conte di Essex, guadagnandosi terre nella contea di Fermanagh.

## Carriera
Dopo aver ricevuto la sua formazione presso St Paul's School, a Londra, Barton entrò nel servizio diplomatico presso il consolato cinese il 16 settembre 1885. Quando scoppiò la Rivolta dei Boxer, nel 1900, si concluse con l'assedio delle legazioni straniere, e Barton prese parte all'Alleanza delle otto nazioni nelle operazioni di soccorso in qualità di interprete e assistente funzionario politico. 
Tornato in Cina, il 12 maggio 1911, Barton venne nominato Segretario cinese da Sir John Jordan. Nel 1922 è stato nominato Console Generale a Shanghai. 
Nel 1929 è stato nominato Ambasciatore del Regno Unito in Etiopia. Partecipò all'incoronazione dell'imperatore Hailé Selassié, il 2 novembre 1930. Durante la Seconda guerra italo-etiopica, ordinò un distaccamento della British Indian Army del 14º Reggimento Punjab per difendere la legazione in quel periodo, fornendo asilo a 2000 rifugiati. Barton si ritrovò frustrato della mancanza di assistenza fornita all'Etiopia di fronte all'aggressione italiana e lavorò per garantire che l'imperatore e la sua famiglia riuscissero a mettersi in salvo in esilio.
Dopo il suo ritorno a Londra, Barton si ritirò.

## Matrimonio
Sposò, il 23 luglio 1904, Mary Ethel Winifred MacEwen (1876-1945), figlia di Alexander MacEwen. Ebbero quattro figli:
- James Alexander Barclay Barton (28 dicembre 1905-3 ottobre 1940), sposò Margaret Alden Hartigan, ebbero un figlio;
- Marion Barton (31 luglio 1907-1994), sposò il barone Filippo Muzi Falconi (1901-1966), ebbero tre figli Alessandro, Livio, Marcantonio;
- Barbara Esmé Barton (9 dicembre 1908-1988), sposò in prime nozze George Lowther Steer, ebbero due figli, e in seconde nozze James Kenyon Jones, ebbero una figlia;
- Hugh David MacEwen Barton (17 gennaio 1911-1989), sposò Rose-Marie Meyer, ebbero una figlia.

## Morte
Morì il 20 gennaio 1946.